# مصطفی‌بیلی
مصطفی‌بیلی (به ترکی آذربایجانی: Mustafabəylı، پیش از ۱۹۹۲ میلادی لنین‌کند Leninkənd) یک منطقه مسکونی در جمهوری آذربایجان است که در شهرستان ساعتلی واقع شده‌است. در سال ۱۹۹۲ میلادی دهیاری لنین‌کند به دو بخش مصطفی بیلی و قیراق‌لی تقسیم شد.

## دین
در مسجد جامع مصطفی‌بیلی به‌نام امام علی یک هیئت مذهبی وجود دارد.